# 爵士航空
爵士航空（Jazz Aviation LP，通常简称为Jazz）是一家加拿大地区航空公司，总部位于新斯科舍省哈利法克斯的哈利法克斯斯坦菲爾德國際機場，合唱航空子公司。该公司在加拿大和美国通过加拿大快运航空以及Jazz Charters两个品牌提供服务。

## 历史
Air Canada Jazz成立于2001年，由多家地区航空公司合并而成，包括Air BC、 Air Nova、安大略航空和Canadian Regional Airlines。